# 成衣

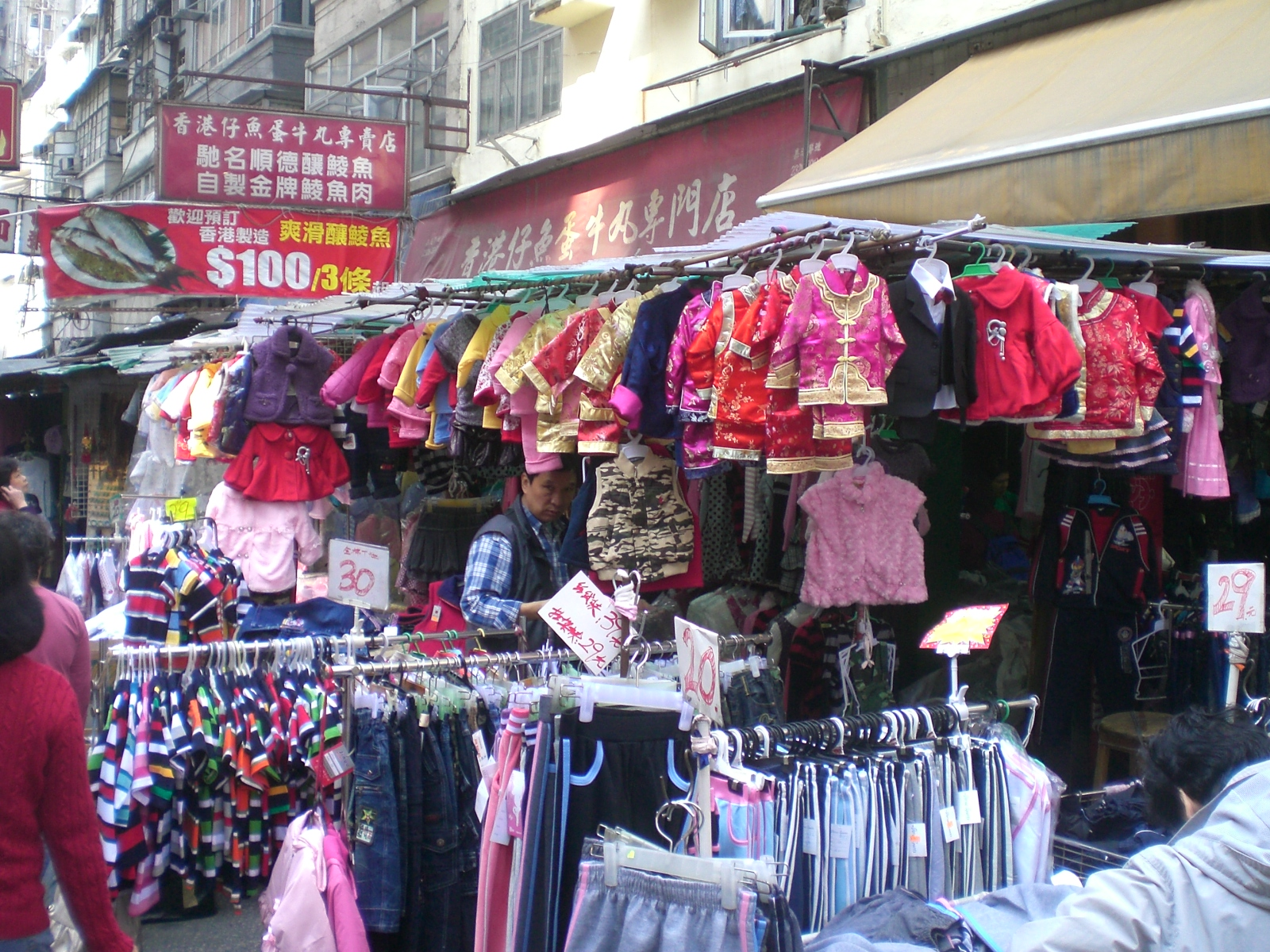
成衣 - 是現貨，可以即買即用，尺碼不合可要求改衣

成衣（法文：Prêt-à-porter、英文：Ready-to-wear），是跟裁縫店量身訂做的衣服不一樣。在成衣的歷史上，還沒出現的年代的時候，衣服的出品是用家自製的，或者到裁縫店度身訂造的。後來也有少量的成衣生產出售，但是數量不多。由於工業革命及工廠的出現，大量生產的衣服不是為個別的消費者而出品。此類衣服產品稱為成衣，顧客購買的衣服是設計好現成已經生產的商品，大小尺寸、顏色、用料是已成事實，非量身訂造的。
成衣比量身訂造的衣服便宜，因為工廠大規模生產，機械生產，平均成本比較低，所以零售價格較有競爭力，快捷時裝是其中一個著名例子。
不過高端時裝同樣有成衣系列。

## 相關
- 時裝
- 設計師
- 品牌
- 百貨公司
- 供應鏈
- 快時尚